# Lista dos maiores artilheiros da história do futebol

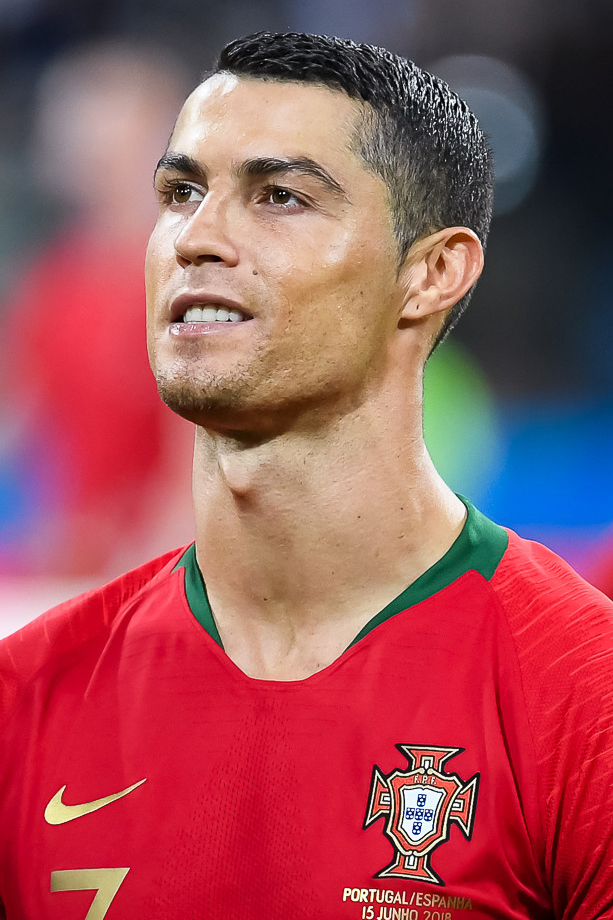
Com mais de 900 gols oficiais, combinados a nível de clubes e seleções, Cristiano Ronaldo é considerado o maior artilheiro da história do futebol.

Esta é uma lista dos futebolistas que mais fizeram gols na história desse esporte.
A Fédération Internationale de Football Association (FIFA) nunca divulgou uma lista detalhada com os maiores goleadores da história do futebol. Existe a lista de estatísticas de futebol da IFFHS, que analisou os gols que consideram oficiais. Tais divergências se dão devido aos critérios de consideração ou não de determinadas partidas, como de oficialidade delas. A exemplo, o brasileiro Pelé é reconhecido por ter 1281 gols no total, mas pelas estatísticas os gols oficiais variam entre 756 a 778 gols. Existem controvérsias sobre jogadores do século passado, por muitos dos gols serem de partidas sem relevância oficial, incluindo amistosos.

## Lista de gols oficiais dos maiores artilheiros da história do futebol
Segundo a Federação Internacional de História e Estatísticas do Futebol (IFFHS) e outros meios de comunicação, 25 jogadores marcaram 500 ou mais gols oficiais em competições profissionais de futebol:
Em negrito, estão os jogadores ainda em atividade.
 Última atualização: 07 de agosto de 2025 
| ‎‎‎‎‎‎‎‎‎‎‎‎‎‎‎‎#  | Jogador                 | Gols | Período              |
| -- | ----------------------- | ---- | -------------------- |
| 1  | ‎‎‎‎‎‎‎‎ㅤ Cristiano Ronaldo    | 934  | 2002–presente        |
| 2  | ‎‎‎‎‎‎‎‎ㅤ Lionel Messi         | 854  | 2004–presente        |
| 3  | ‎‎‎‎‎‎‎‎ㅤ Pelé                 | 762  | 1953–1977            |
| 4  | ‎‎‎‎‎‎‎‎ㅤ Romário              | 756  | ‎‎‎‎‎‎‎‎ㅤ1985–2007 e 2024‎‎‎‎‎‎‎‎ㅤ |
| 5  | ‎‎‎‎‎‎‎‎ㅤ Ferenc Puskás        | 725  | 1943–1966            |
| 6  | ‎‎‎‎‎‎‎‎ㅤ Josef Bican          | 722  | 1931–1955            |
| 7  | ‎‎‎‎‎‎‎‎ㅤ Robert Lewandowski   | 706  | 2008–presente        |
| 8  | ‎‎‎‎‎‎‎‎ㅤ Jimmy Jones          | 639  | 1947–1964            |
| 9  | ‎‎‎‎‎‎‎‎ㅤ Gerd Muller          | 634  | 1964–1981            |
| 10 | ‎‎‎‎‎‎‎‎ㅤ Joe Bambrick         | 626  | 1926–1943            |
| 11 | ‎‎‎‎‎‎‎‎ㅤ Abe Lenstra          | 624  | 1936–1963            |
| 12 | ‎‎‎‎‎‎‎‎ㅤ Luis Suárez          | 587  | 2005–presente        |
| 13 | ‎‎‎‎‎‎‎‎ㅤ Eusébio              | 578  | 1960–1978            |
| 14 | ‎‎‎‎‎‎‎‎ㅤ Glenn Ferguson       | 563  | 1987–2011            |
| 15 | ‎‎‎‎‎‎‎‎ㅤ Zlatan Ibrahimović   | 561  | 1999–2023            |
| 16 | ‎‎‎‎‎‎‎‎ㅤ Imre Schlosser       | 553  | 1906–1928            |
| 16 | ‎‎‎‎‎‎‎‎ㅤ Fernando Peyroteo    | 553  | 1937–1949            |
| 18 | ‎‎‎‎‎‎‎‎ㅤ Uwe Seeler           | 552  | 1954–1978            |
| 19 | ‎‎‎‎‎‎‎‎ㅤ Jimmy McGrory        | 550  | 1923–1937            |
| 20 | ‎‎‎‎‎‎‎‎ㅤ Alfredo Di Stéfano‎‎‎‎‎‎‎‎ㅤ | 537  | 1945–1966            |
| 21 | ‎‎‎‎‎‎‎‎ㅤ György Sárosi        | 530  | 1931–1948            |
| 22 | ‎‎‎‎‎‎‎‎ㅤ Roberto Dinamite     | 513  | 1971–1992            |
| 23 | ‎‎‎‎‎‎‎‎ㅤ Hugo Sánchez         | 507  | 1976–1997            |
| 24 | ‎‎‎‎‎‎‎‎ㅤ Franz Binder         | 503  | 1930–1949            |
| 25 | ‎‎‎‎‎‎‎‎ㅤ Zico                 | 501  | 1971–1994            |